# Britha biguttata
Britha biguttata är en fjärilsart som beskrevs av Walker 1866. Britha biguttata ingår i släktet Britha och familjen nattflyn. Inga underarter finns listade i Catalogue of Life.